# Musica (album Paolo Meneguzzi)
Musica è il quarto album di Paolo Meneguzzi. È inserito nell'album il brano omonimo, presentato al Festival di Sanremo 2007.
Dall'album sono stati estratti tre singoli: Musica, Ti amo ti odio e Ho bisogno d'amore.

## Tracce
1. Stai con me – 3:17
2. Musica – 3:41
3. Ti amo ti odio – 3:24
4. Al centro del mio mondo – 3:39
5. Ho bisogno d'amore – 3:21
6. Fragile Giulia – 3:35
7. Email – 3:29
8. Ricordati che – 3:37
9. Aiuto – 3:10
10. Ore 3 – 3:40
11. È – 3:31
12. Dormi Amore – 3:40

## Formazione
- Paolo Meneguzzi – voce
- Erik Libdom – chitarra, pianoforte
- Matthias Brann – pianoforte

## Classifiche
| Paese    | Posizione massima |
| -------- | ----------------- |
| Italia   | 8                 |
| Svizzera | 27                |